# 2794 Kulik
A 2794 Kulik (ideiglenes jelöléssel 1978 PS3) a Naprendszer kisbolygóövében található aszteroida. Nyikolaj Sztyepanovics Csernih fedezte fel 1978. augusztus 8-án.